# Стрижки (Витебская область)
Стрижки (бел. Стрыжкі) — деревня в Браславском районе Витебской области Беларуси. Входит в состав Тетерковского сельсовета.

## География
Деревня находится в западной части Витебской области, на западном берегу озера Незвядка, при автодороге Н-2198, на расстоянии приблизительно 19 километров (по прямой) к юго-востоку от города Браслав, административного центра района. Абсолютная высота — 169 метров над уровнем моря. Площадь населённого пункта — 0,177 км².

## История
По состоянию на 1905 год, в деревне проживало 100 человек (53 мужчины и 47 женщин). В административном отношении входила в состав Иодской волости Дисненского уезда Виленской губернии.
В 1921 году входила в состав гмины Йоды Дисенского повета Виленского воеводства Второй Польской республики. Числилось 66 жителей (38 мужчин и 28 женщин), проживавших в 13 домах. В этническом составе населения того периода поляки составляли 78,8 %, белорусы — 21,2 %. В конфессиональном составе населения преобладали католики (56,1 %), также были представлены православные христиане (43,9 %).

## Население
По данным переписи 2019 года, в деревне проживало 6 человек.
| Год  | Население, человек |
| ---- | ------------------ |
| 1905 | 100                |
| 1921 | ↘ 66               |
| 2009 | ↘ 2                |
| 2019 | ↗ 6                |